# Gododdin

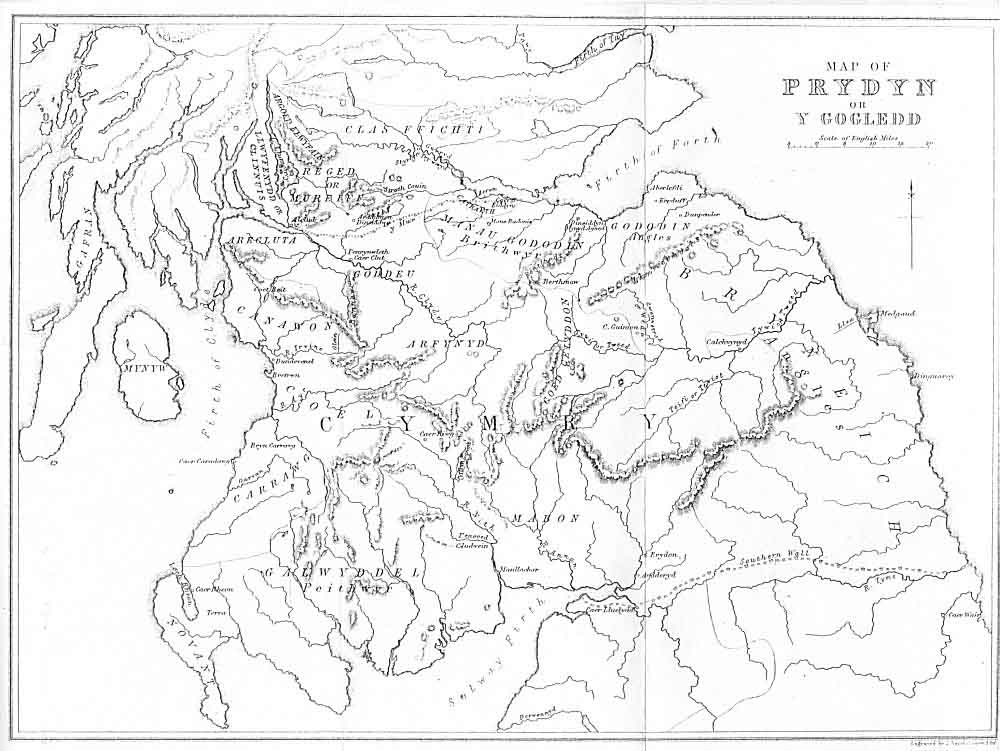
Yr Hen Ogledd met in het oosten Gododdin.

De Gododdin (ook Guotodin of Votadini) waren een Brits-Keltisch volk in wat tegenwoordig Lothian is. Hun hoofdplaats was vermoedelijk Edinburgh.
De geschiedenis van het rijk van de Gododdin is nog grotendeels onbekend. Vermoedelijk is het ontstaan in de vijfde eeuw, kort na het vertrek van de Romeinen. Van de koningen van Gwynedd in Wales wordt gezegd dat zij afstamden van een koning van Gododdin, genaamd Cunedda. In het zuiden grensde hun gebied aan Bernicia dat in de 6e eeuw door de Angelsaksen werd veroverd, waarna er een aantal oorlogen gevoerd werd, waarvan in de Y Gododdin wordt verhaald. In 638 veroverde Bernicia Edinburgh.